# Сату-Ноу (Арад)
Сату-Ноу (рум. Satu Nou) — село у повіті Арад в Румунії. Входить до складу комуни Мішка.
Село розташоване на відстані 419 км на північний захід від Бухареста, 58 км на північний схід від Арада, 145 км на захід від Клуж-Напоки, 102 км на північ від Тімішоари.

## Населення
За даними перепису населення 2002 року у селі проживали 857 осіб.
Національний склад населення села:
| Національність | Кількість осіб | Відсоток |
| -------------- | -------------- | -------- |
| угорці         | 783            | 91,4%    |
| румуни         | 54             | 6,3%     |
| німці          | 15             | 1,8%     |
| цигани         | 5              | 0,6%     |

Рідною мовою назвали:
| Мова      | Кількість осіб | Відсоток |
| --------- | -------------- | -------- |
| угорська  | 782            | 91,2%    |
| румунська | 61             | 7,1%     |
| німецька  | 14             | 1,6%     |